# Ilex dehongensis
Ilex dehongensis là một loài thực vật có hoa trong họ Aquifoliaceae. Loài này được S.K. Chen & Y.X. Feng mô tả khoa học đầu tiên năm 1999.